# Grönryggig skogssångare
Grönryggig skogssångare (Setophaga virens) är en fågel i familjen skogssångare inom ordningen tättingar som förekommer i Nordamerika.

## Kännetecken

### Utseende
Grönryggig skogssångare är en 12 cm lång fågel med olivgrön krona, gult ansikte med gröna teckningar och en tunn spetsig näbb. Vingbanden är vita, ryggen olivgrön och undersidan blek med svarta streck på flankerna. Vuxna hanar är svart på strupen och övre delen av bröstet medan honor har en blek strupe och svarta teckningar på bröstet.

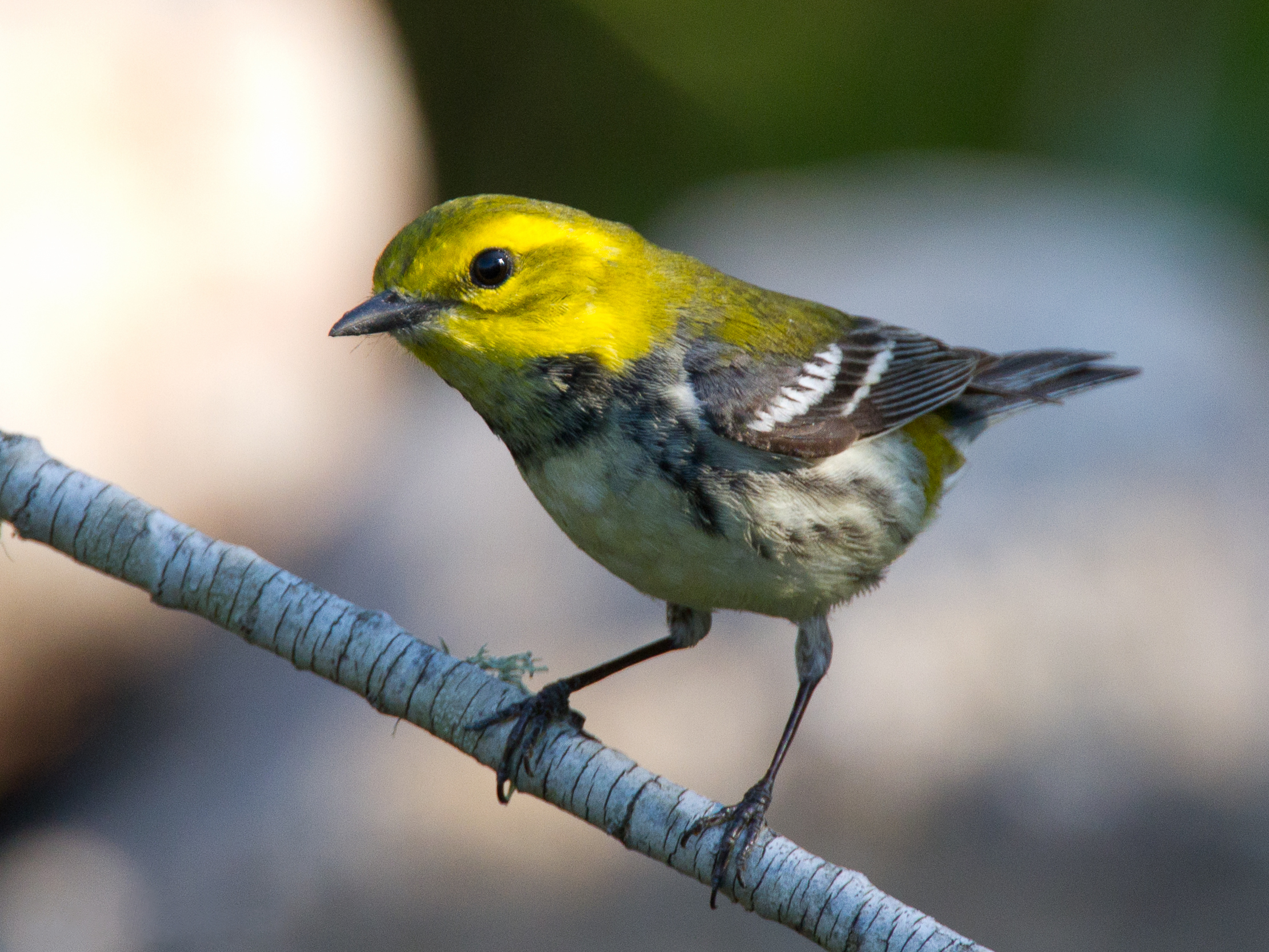
Hona

### Läte
Hanen sjunger intensivt under häckningssäsongen. En individ har observerats sjunga 466 strofer under en enda timme. Sången förekommer i två varianter. Den ena, zi-zi-zi-zo-zit, sjunger hanen i mitten av sitt revir för att locka honor i början av häckningssäsongen. Den andra, zo-ze-zo-zo-zit, sjunger hanen i utkanten av reviret för att avvisa andra hanar.  Locklätet är ett vasst tsip.

## Utbredning och levnadsmiljö
Fågeln häckar allmänt i östra Nordamerika, i barrskog och blandskog i större delen av utbredningsområdet. En isolerad population finns i översvämmade cypresskogar utmed Atlantkusten i Virginia, North Carolina och South Carolina, 500 km från närmaste bestånd i Appalacherna. Den övervintrar från Mexiko till norra Sydamerika och Västindien och har påträffats så långt söderut som Ecuador. Den är en mycket sällsynt gäst i Europa, med endast en handfull fynd på Azorerna, ett på Island 2003 och ett på tyska ön Helgoland 1858.

## Beteende
Grönryggiga skogssångaren födosöker aktivt i vegetationen, ibland ryttlande, ibland flugsnappande. Insekter är dess huvudsakliga föda, även om den då och då även äter bär. Det öppna, skolformade boet placeras nära trädstammarna. Denna art boparasiteras av brunhuvad kostare (Molothrus ater).

## Systematik
Tidigare fördes den liksom många andra skogssångararter till släktet Dendroica, men DNA-studier visar bland annat att rödstjärtad skogssångare, tidigare den enda arten i Setophaga, ingår i Dendroica. Eftersom Setophaga är ett äldre släktnamn (1827 mot 1842) har det prioritet, varpå alla Dendroica-arter har bytt namn. 
Arten är närmast släkt med gulkindad skogssångare, granskogssångare och eremitskogssångare.
De flesta auktoriteter betraktar arten som monotypisk, det vill säga att den inte delas in i några underarter. Vissa behandlar dock den isolerade populationen i sydöstra USA som den egna underarten waynei.

## Status
Beståndet av grönryggig skogssångare verkar ha varit stabilt mellan 1966 och 2014. Världspopulationen uppskattas till 9,2 miljoner vuxna individer. Avverkning av barrskog påverkar grönryggig skogssångare negativt, men arten häckar också i ungskog. IUCN kategoriserar arten som livskraftig.